# Poul Egede
Poul Hansen Egede (født 9. september 1708 i Kabelvåg, Lofoten, død 6. juni 1789 i København) var en dansk-norsk teolog, missionær og grønlandsfarer, der fra 1779 var biskop over Grønland.
Han var søn af Hans Egede og Gertrud Rask. Som tolvårig tog han med sine forældre til Grønland og voksede som en af de første europæere (siden nordboerne) op på Grønland. Han blev gift med Elisabeth Maria Frauen (1718 – 1752). Han er begravet i Vor Frue Kirke.
Hans navn går igen i flere danske slægter, idet hans døtre blev indgiftet i flere kendte slægter. Se fx Poul Egede Glahn og Poul Egede Sporon.